# Tarascon
Tarascon, soms ook wel Tarascon-sur-Rhône, is een stad in het Franse departement Bouches-du-Rhône. De plaats maakt deel uit van het arrondissement Arles. Tarascon telde op 1 januari 2022 15.525 inwoners.

## Geografie
Tarascon ligt 23 km ten zuiden van Avignon en 20 km ten noorden van Arles, aan de linkeroever van de Rhône. Op de andere oever ligt Beaucaire, dat tot het departement Gard behoort (regio Occitanie). Omdat ze direct tegenover elkaar liggen en door verscheidene bruggen worden verbonden, vormen Tarascon en Beaucaire feitelijk één stad. In het noordoosten van de gemeente liggen de uitlopers van La Montagnette; in het zuidoosten van de Alpilles.
De oppervlakte van Tarascon bedroeg op 1 januari 2022 73,97 vierkante kilometer; de bevolkingsdichtheid was toen 209,9 inwoners per km².
De onderstaande kaart toont de ligging van Tarascon met de belangrijkste infrastructuur en aangrenzende gemeenten.

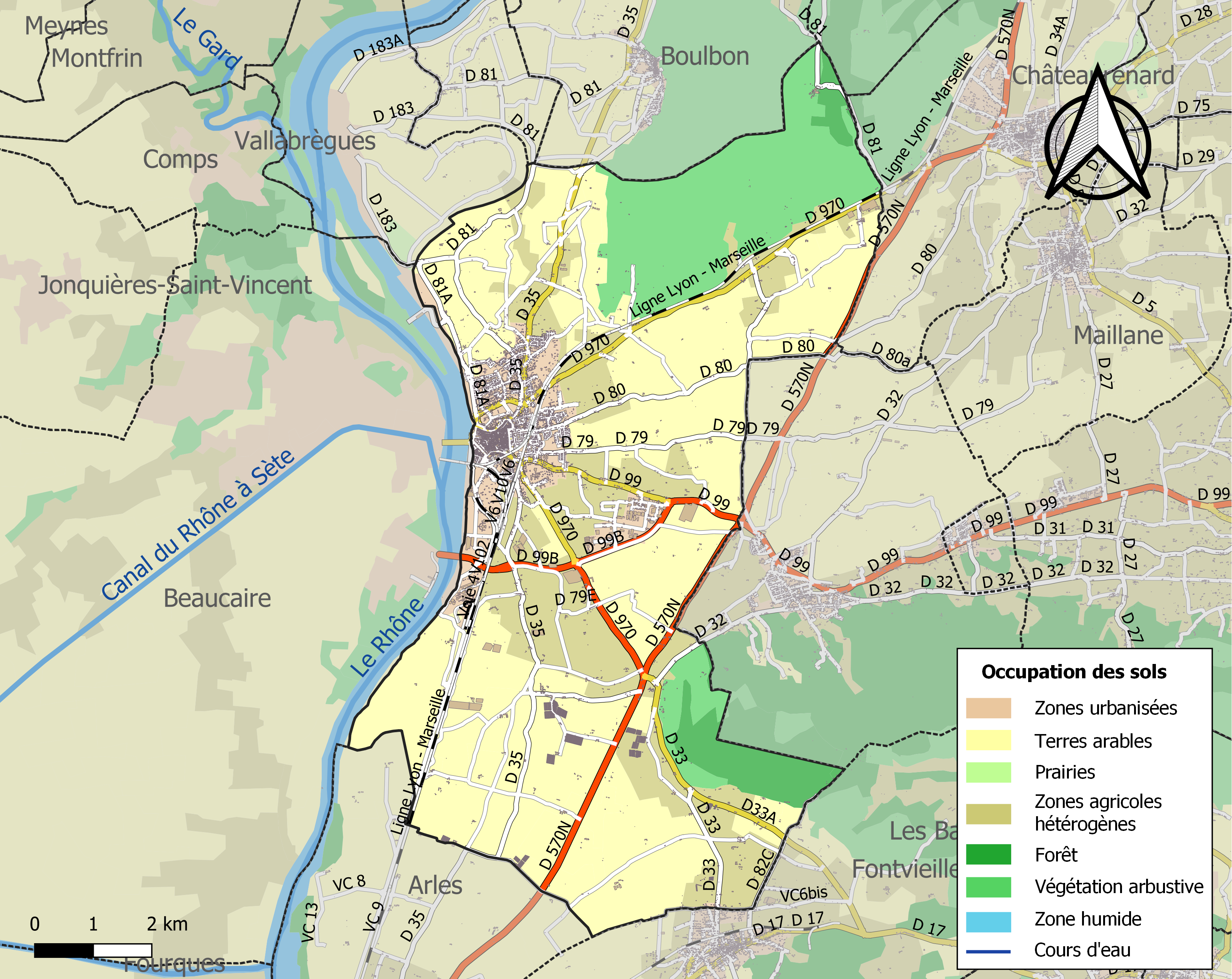

## Geschiedenis
Uit archeologisch onderzoek blijkt dat de site van Tarascon al bewoond werd in de 7e eeuw v.Chr. In de Romeinse tijd en in de vroege middeleeuwen waren Tarascon (Tarasco) en Beaucaire (Ugernum) nederzettingen aan weerszijden van de Rhône. Beide lagen aan de Via Domitia. Ten oosten van Tarasco, eveneens op de Via Domitia, lag het wegstation Ernaginum (Saint-Gabriel). In de 13e-eeuwse Legenda aurea van Jacobus de Voragine werd de legende van het monster Tarasque opgeschreven. Tarasque zou in Tarascon geleefd hebben en werd er met behulp van de heilige Martha verslagen. Het is een uitbeelding van de kerstening van de streek. De heilige Martha werd de patroonheilige van Tarascon. De site van Ernaginum werd verlaten rond 480.
In de 11e eeuw bouwden de graven van Provence een kasteel op een kleine heuvel bij de Rhône, die hier de grens vormde tussen de Provence en de Languedoc. Vanuit het kasteel kon het verkeer op de rivier worden gecontroleerd. Handelaars vestigden zich in de stad. Tarascon werd in de eerste helft van de 12e eeuw een gemeente bestuurd door consuls. Tarascon kreeg ook een stadsmuur. Om hun stedelijke rechten te verdedigen tegenover de graaf van Provence vernielden de inwoners van Tarascon in 1233 het kasteel. Het werd aan het einde van de 13e eeuw gedeeltelijk weer opgebouwd. Tijdens de Honderdjarige Oorlog legde Bertrand du Guesclin, in dienst van Lodewijk I van Anjou, het beleg van Tarascon in 1368. In 1380 wist Lodewijk I van Anjou het graafschap Provence te verwerven. Lodewijk II van Anjou en zijn zoon Lodewijk III van Anjou lieten aan het begin van de 15e eeuw het kasteel uitbouwen tot een machtige burcht om hun macht over het gebied te verdedigen. René I van Anjou verbleef regelmatig in het kasteel van Tarascon. Aan het einde van de 15e eeuw verloor het kasteel grotendeels zijn militaire functie omdat de Provence bij Frankrijk werd gevoegd. In het kasteel was enkel nog een klein garnizoen gelegerd en het kasteel deed dienst als gevangenis. In 1652 werd het kasteel nog belegerd door het koninklijke leger van Lodewijk XIV bij het onderdrukken van een opstand.
Na de Franse Revolutie bleef het kasteel dienst doen als gevangenis. In 1795 werden medestanders van de in ongenade gevallen Robespierre hier stadrechtelijk geëxecuteerd.

## Cultuur
Alphonse Daudet publiceerde enkele boeken die zich in Tarascon afspelen: Tartarin de Tarascon (1872) en de twee vervolgen Tartarin sur les Alpes (1885) en Port-Tarascon (1890). Sinds 1985 bevindt zich in Tarascon een klein museum gewijd aan romanfiguur Tartarin.
Elk jaar wordt er op de laatste zondag van juni een festival gehouden waarbij Tartarin en de Tarasque worden herdacht.
Het Musée d’Art et d’Histoire de Tarascon, een kunst- en geschiedenismuseum, werd geopend in 2016 en is gevestigd in het voormalige cordeliersklooster. In Tarascon ligt ook het Musée Souleiado, een museum gewijd aan de traditionele Provençaalse stoffen.

### Bezienswaardigheden

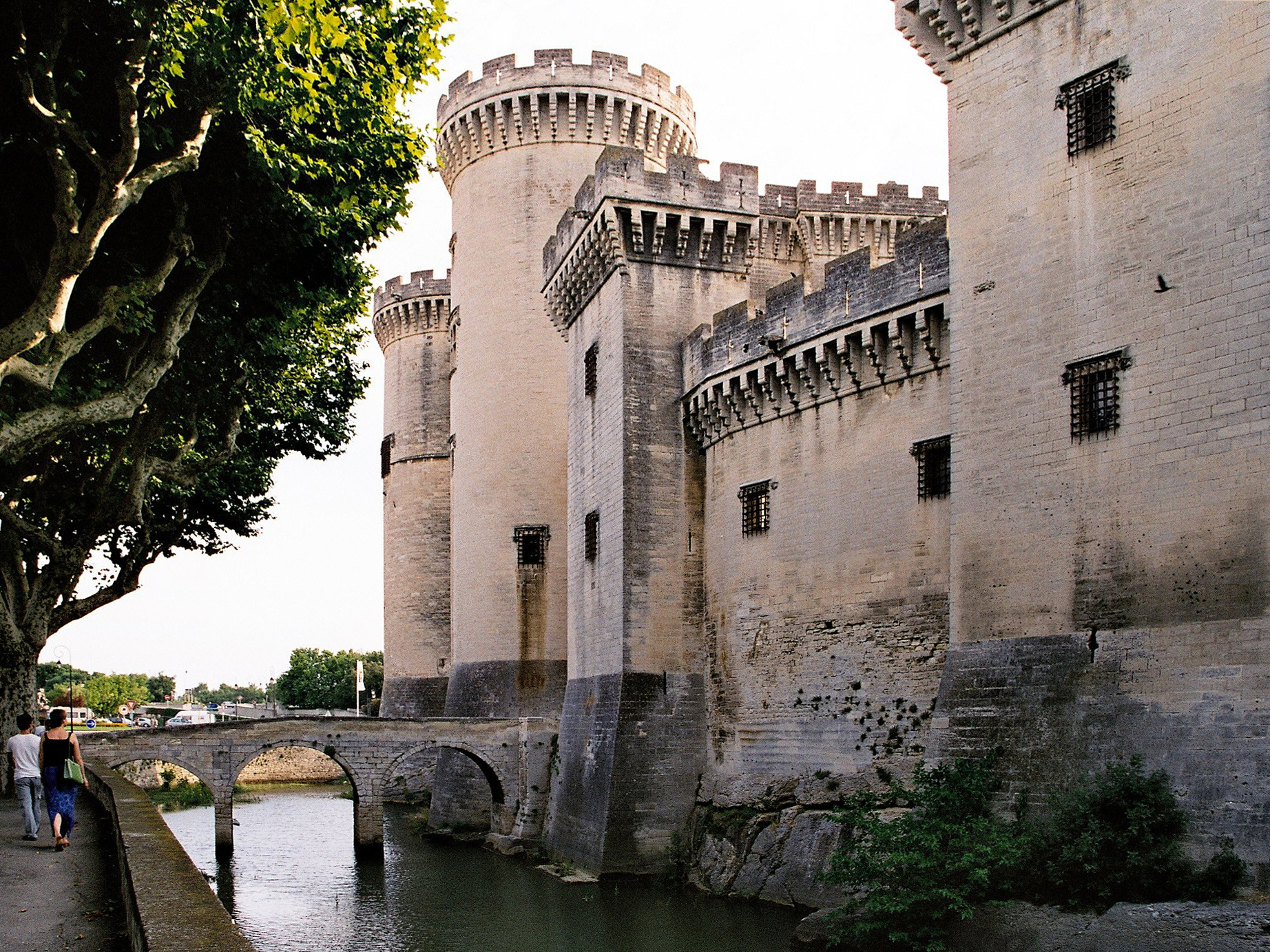
Het kasteel van Tarascon

- Église collégiale Ste Marthe. Deze collegiale kerk is gebouwd op de plek waar de heilige Marta zou zijn begraven. De kerk heeft een romaans gedeelte uit de 12e eeuw en een gotisch deel uit de 14e eeuw. De crypte dateert uit de 3e eeuw.
- Het middeleeuwse kasteel. De bouw van het kasteel van Tarascon begon in 1401 in opdracht van Lodewijk II van Anjou, nadat het vorige kasteel was verwoest. De bouw werd voortgezet door zijn oudste zoon Lodewijk III van Anjou. Het kasteel werd voltooid in 1449. Het kasteel wordt ook wel le château du bon roi René ("Kasteel van de goede koning René") genoemd, ook al liet René I van Anjou het kasteel enkel nog van binnen verfraaien. Vanaf de 15e eeuw tot 1926 werd het kasteel gebruikt als militaire gevangenis, totdat het in 1932 verworven werd door de staat. In 2008 werd het eigendom van de gemeente. Het kasteel staat aan de oever van de Rhône, tegenover het kasteel van Beaucaire en dicht bij de kerk.
- Het oude centrum met de rue des Halles en zijn arcaden
- Hôtel de Ville (Stadhuis) (1648)
- Cloître des Cordeliers, kloostergang uit de 16e eeuw
- Drie stadspoorten van de voormalige omwalling: Portail St. Jean, Porte de la Condamine en Porte JarnèguesBuiten de stad:
- De romaanse Chapelle Saint Gabriel uit de 12e eeuw
- De abdij van Saint-Michel de Frigolet

### Afbeeldingen

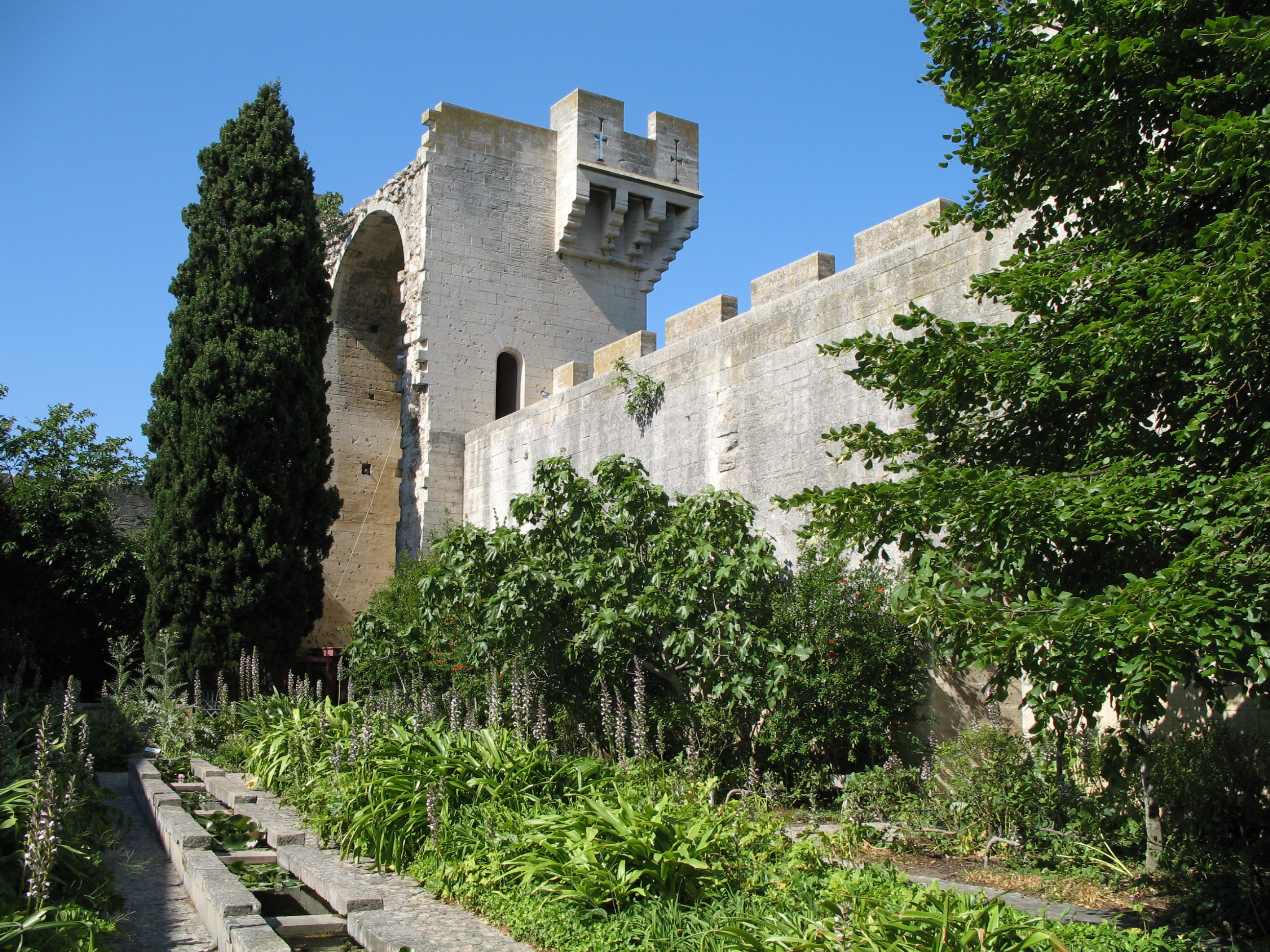
De tuin van het kasteel van Tarascon
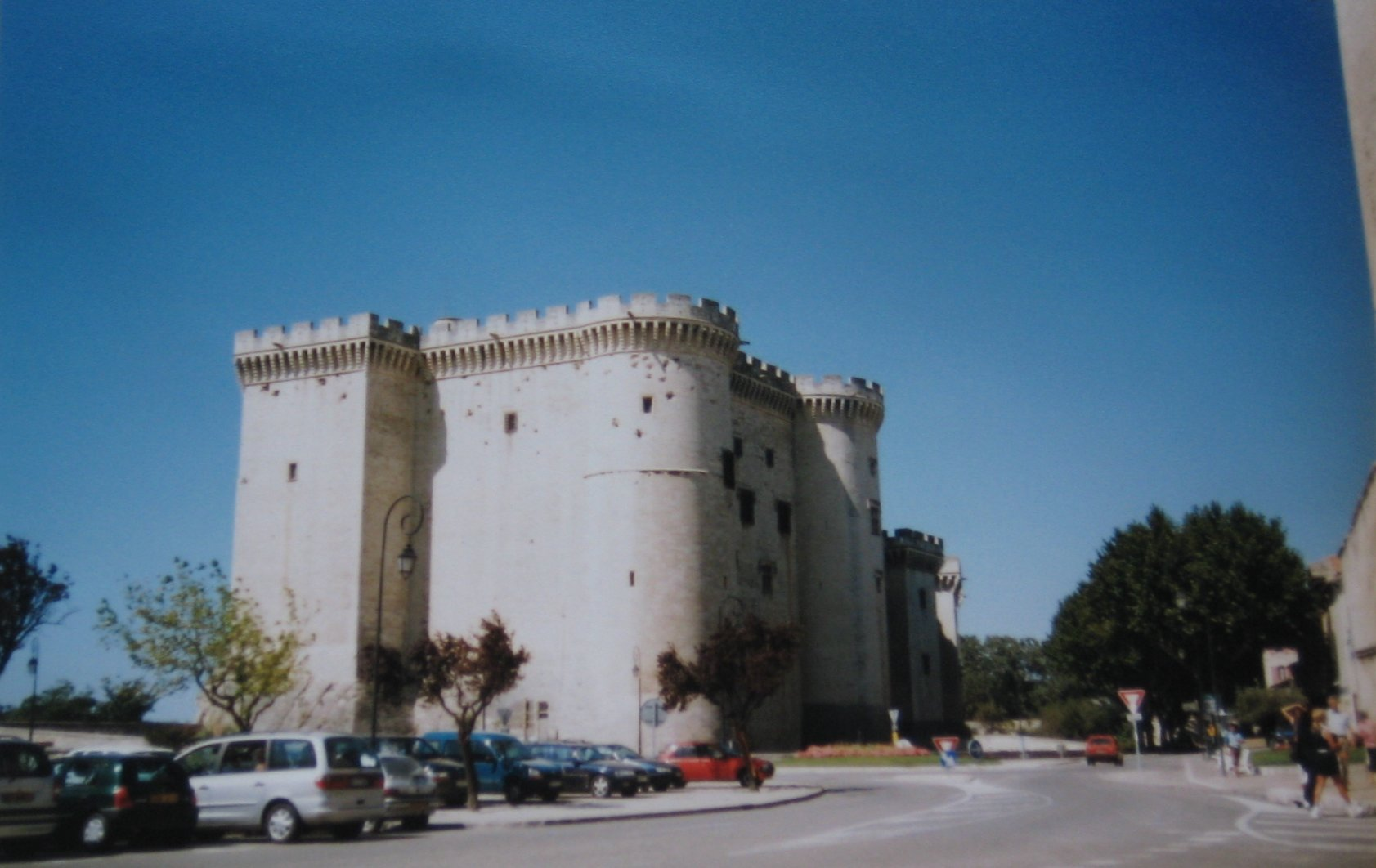
Het kasteel van Tarascon, zuidzijde
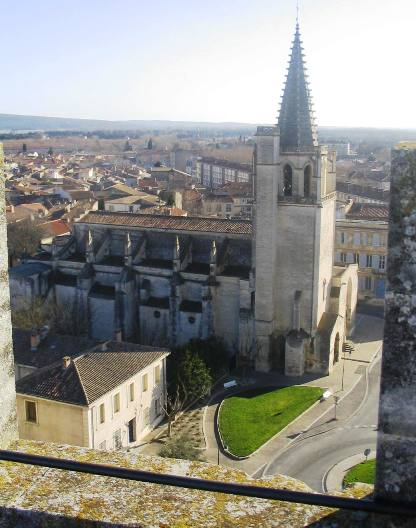
Église Sainte-Marthe gezien vanuit het kasteel
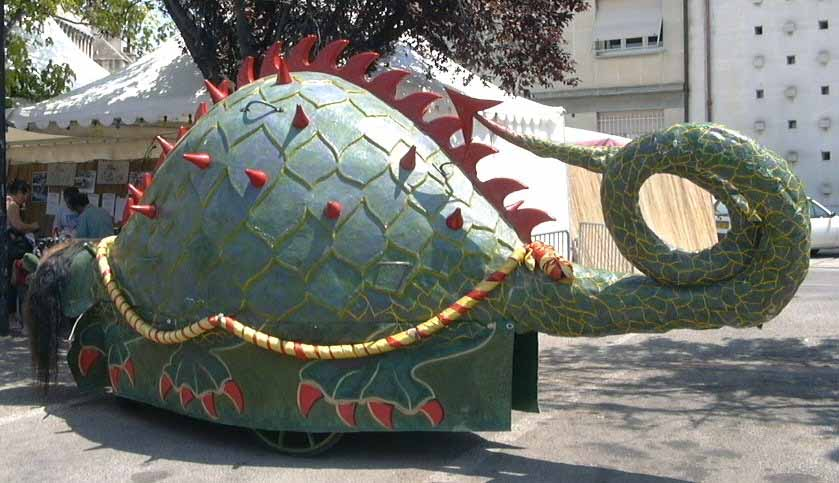
Tarasque

## Demografie
Onderstaande figuur toont het verloop van het inwonertal (bron: INSEE-tellingen).
Vanwege een beveiligingsprobleem met de MediaWiki Graph-software is het momenteel niet mogelijk deze grafiek weer te geven. Zodra de software is bijgewerkt zal de grafiek vanzelf weer zichtbaar worden.

## Partnersteden
- Elmshorn (Duitsland), sinds 1987

## Geboren
- Jean Gilles (1668-1705), componist
- Charles Gauzargues (1725-1799), componist